# Tarifa plana
Una tarifa plana és aquella en la qual una companyia que ofereix un servei cobra una quantitat fixa, independentment de la quantitat de temps o flux que s'utilitzi. Generalment s'empra en telecomunicacions, però es pot emprar en altres serveis.